# Conversor SEPIC

Ilustração do conversor CC-CC SEPIC

O conversor SEPIC (Single-Ended Primary-Inductance Converter) é um conversor CC/CC capaz de elevar ou abaixar a tensão. Além disso, o conversor SEPIC possui característica de fonte de corrente na entrada e característica de fonte de tensão em sua saída. A característica de fonte de corrente se dá pelo indutor em série com uma fonte de tensão, e a característica de fonte de tensão se deve ao capacitor paralelo à saída, que por motivos de análise, pode ser vista como uma fonte de tensão  .
Outro ponto relevante do conversor SEPIC, é sua facilidade do seu isolamento, ou seja, inserir um transformador. Sua isolação galvânica é facilitada devido ao indutor "paralelo" à saída .
O conversor SEPIC, assim como outros conversores CC/CC, utiliza a modulação por largura de pulso ou PWM (Pulse Width Modulation). O que permite maior eficiência na transferência de energia para a carga, quando comparado à um regulador linear. Na modulação por largura de pulso, o chaveamento dos conversores pode ser visto como uma forma de controlar a tranferencia de energia elétrica . Com isso, na literatura da eletrônica de potencia, frequentemente encontra-se termos como a razão cíclica ou duty cycle. A razão cícica, neste contexto, pode ser vista como uma fração do período de chaveamento em que a chave permanece fechada, sendo assim
{\displaystyle t_{on}=DT_{s}}
em que {\displaystyle t_{on}} corresponde ao período em que a chave está fechada, {\displaystyle D} é a razão cíclica (que varia entre 0 e 1) e {\displaystyle T_{s}} é o período da frequência de chaveamento. Por outro lado, pode-se tambem definir o complemento da expressão anterior .
{\displaystyle t_{off}=(1-D)T_{s}=D'T_{s}}
O qual {\displaystyle t_{off}} corresponde ao período em que a chave está aberta, portanto
{\displaystyle D+D'=1}
Tendo em vista o uso do PWM, os conversores normalmente podem operar em três modos, o modo de condução contínua (MCC), modo de condução descontínua (MCD) ou no modo de condução crítica. Os modos de operação estão ligados à continuidade da corrente no indutor durante um período de chaveamento.

### Resumo das equações do conversor SEPIC no MCC
O quadro a seguir contém algumas das equações do conversor SEPIC no MCC.
| Variável                                                         | Equação |
| ---------------------------------------------------------------- | --- |
| Ganho estático                                                   | {\displaystyle G={\frac {D}{1-D}}}                                                                         |
| Corrente média do indutor {\displaystyle L_{1}}                  | {\displaystyle I_{L_{1}}=I_{in}}                                                                           |
| Corrente média do indutor {\displaystyle L_{2}}                  | {\displaystyle I_{L_{2}}=I_{o}}                                                                            |
| Ondulação de corrente do indutor {\displaystyle L_{1}}           | {\displaystyle \Delta I_{L_{1}}={\frac {V_{S}}{L_{1}}}DT_{s}={\frac {V_{S}-V_{C}-V_{o}}{L_{1}}}(1-D)T_{s}} |
| Ondulação de corrente do indutor {\displaystyle L_{2}}           | {\displaystyle \Delta I_{L_{2}}={\frac {V_{C}}{L_{2}}}DT_{s}={\frac {V_{o}}{L_{2}}}(1-D)T_{s}}             |
| Ondulação de tensão no capacitor intermediário {\displaystyle C} | {\displaystyle \Delta V_{C}={\frac {V_{o}D}{RCf_{s}}}}                                                     |
| Ondulação de tensão no capacitor de saída {\displaystyle C_{o}}  | {\displaystyle \Delta V_{o}={\frac {I_{o}DT_{s}}{C_{o}}}={\frac {V_{o}DT_{s}}{RC_{o}}}}                    |
| Corrente média na chave                                          | {\displaystyle I_{S_{W}}=I_{o}{\frac {D}{1-D}}=I_{in}}                                                     |
| Corrente média na diodo                                          | {\displaystyle I_{D}=I_{o}}                                                                                |

## Conversor SEPIC no Modo de Condução Contínua (MCC)
O conversor SEPIC no MCC opera com duas etapas, em que a primeira etapa consiste no período {\displaystyle t_{on}} com a chave fechada, e a segunda etapa o período {\displaystyle t_{off}} com a chave aberta.

### Primeira etapa de operação

Primeira etapa de operação do conversor SEPIC

Durante a primeira etapa de operação do conversor SEPIC, há a magnetização dos indutores {\displaystyle L_{1}} e {\displaystyle L_{2}}. Aplicando a lei de Kirchhoff das tensões, é possível encontrar que, o indutor {\displaystyle L_{1}} é magnetizado pela tensão de entrada
{\displaystyle L_{1}{\frac {di_{L_{1}}}{dt}}=V_{S}}
e o indutor {\displaystyle L_{2}} é magnetizado pela tensão do capacitor {\displaystyle C}.
{\displaystyle L_{2}{\frac {di_{L_{2}}}{dt}}=V_{C}}
Pelas equações anteriores é possivel encontrar a corrente dos indutores. A corrente instantânea dos indutores podem ser dadas por:
{\displaystyle i_{L_{1}}(t)={\frac {V_{S}}{L_{1}}}t+I_{L_{1_{min}}}}
{\displaystyle i_{L_{2}}(t)={\frac {V_{C}}{L_{2}}}t+I_{L_{2_{min}}}}
Pelas equações das correntes nos indutores, é possivel determinar a ondulação de correntes ou ripple nos mesmos, pois a corrente cresce  linearmente de seu valor mínimo ({\displaystyle I_{L_{min}}}) até seu valor máximo ({\displaystyle I_{L_{max}}}). O valor máximo é atingido no tempo {\displaystyle t=DT_{s}}.
{\displaystyle \Delta I_{L_{1}}=I_{L_{1max}}-I_{L_{1min}}={\frac {V_{S}}{L_{1}}}DT_{s}}
{\displaystyle \Delta I_{L_{2}}=I_{L_{2max}}-I_{L_{2min}}{\frac {V_{C}}{L_{2}}}DT_{s}}
Durante a primeira etapa, o capacitor de intermediário {\displaystyle C} é descarregado, transferindo sua energia ao indutor {\displaystyle L_{2}}, sendo assim pode-se escrever a corrente no capacitor {\displaystyle C} como:
{\displaystyle C{\frac {dv_{C}}{dt}}=-i_{L_{2}}(t)}
Por sua vez, o capacitor de saída {\displaystyle C_{o}} é descarregado na carga, e por simplificação da análise, a corrente no capacitor {\displaystyle C_{o}} pode ser considerada constante e dada por:
{\displaystyle C_{o}{\frac {dv_{o}}{dt}}=-I_{o}}

### Segunda etapa de operação

Segunda etapa de operação do conversor SEPIC

A segunda etapa de operação do conversor SEPIC consiste no período em que a chave está aberta {\displaystyle (1-D)T_{s}}, que ocasiona a polarização direta do diodo. Durante a segunda etapa há a desmagnetização dos indutores. Na segunda etapa, o indutor {\displaystyle L_{1}} é desmagnetizado com a expressão mostrada a seguir.
{\displaystyle L_{1}{\frac {di_{L_{1}}}{dt}}=V_{S}-V_{C}-V_{o}}
Já o indutor {\displaystyle L_{2}} é desmagnetizado pela tensão de saída.
{\displaystyle L_{2}{\frac {di_{L_{2}}}{dt}}=-V_{o}}
Sendo assim, a corrente dos indutores pode ser escrita como:
{\displaystyle i_{L_{1}}(t)={\frac {(V_{S}-V_{C}-V_{o})}{L_{1}}}t+I_{L_{1max}}}
{\displaystyle i_{L_{2}}(t)=-{\frac {V_{o}}{L_{2}}}t+I_{L_{2max}}}
Ao término da segunda etapa, a corrente dos indutores atinge o valor mínimo em {\displaystyle t=(1-D)T_{s}}, portanto pode-se escrever
{\displaystyle I_{L_{1min}}=-{\frac {(V_{S}-V_{C}-V_{o})}{L_{1}}}(1-D)T_{s}+I_{L_{1max}}}
{\displaystyle I_{L_{2min}}=-{\frac {V_{o}}{L_{2}}}(1-D)T_{s}+I_{L_{2max}}}
Por meio das equações acima, também é possível determinar as ondulações de corrente nos indutores, sendo:
{\displaystyle \Delta I_{L_{1}}=I_{L_{1max}}-I_{L_{1min}}={\frac {(V_{S}-V_{C}-V_{o})}{L_{1}}}(1-D)T_{s}}
{\displaystyle \Delta I_{L_{2}}=I_{L_{2max}}-I_{L_{2min}}=-{\frac {V_{o}}{L_{1}}}(1-D)T_{s}}
Em relação aos capacitores, durante a segunda etapa, a corrente no capacitor  {\displaystyle C} pode ser descrita como:
{\displaystyle C{\frac {dv_{C}}{dt}}=i_{L_{1}}(t)}
E a corrente no capacitor de saída pode ser dada por:
{\displaystyle C_{o}{\frac {dv_{o}}{dt}}=i_{L_{1}}(t)+i_{L_{2}}(t)-I_{o}}

### Ganho estático, tensões e correntes médias
Antes de prosseguir com os demais itens, é necessário determinar a tensão média no capacitor {\displaystyle C}. O valor de tensão média neste componente pode ser encontrado através da lei de Kirchhoff das tensões, sendo aplicada à malha que envolve os indutores e o próprio capacitor, tal como destacado na figura.
Pela análise, encontra-se a seguinte soma das tensões:
{\displaystyle -V_{S}+V_{L_{1}}+V_{C}-V_{L_{2}}=0}
Sendo assim, sabendo que a tensão média em regime permanente dos indutores é nula, a tensão média em {\displaystyle C} para o regime permanente pode ser dada por:
{\displaystyle V_{C}=V_{S}}
O ganho estático do conversor SEPIC pode ser encontrado pela relação de tensão média no indutor, pois a tensão média no indutor em regime permanente é nula, desta forma pode-se escrever: 
{\displaystyle V_{L_{2}}={\frac {1}{T_{s}}}\left(\int _{0}^{DT_{s}}V_{C}\,dt+\int _{0}^{(1-D)T_{s}}-V_{o}\,dt\right)=0}
{\displaystyle V_{L_{2}}=V_{C}D-V_{o}(1-D)=0}
{\displaystyle V_{S}D-V_{o}(1-D)=0}
Rearranjando-se os termos encontra-se o ganho estático.
{\displaystyle G={\frac {V_{o}}{V_{S}}}={\frac {D}{1-D}}}
O ganho estático também pode ser obtido do mesmo modo através da relação de tensão no inditor {\displaystyle L_{1}}.
Dada a característica de fonte de corrente na entrada do conversor Cuk, ou seja um indutor em séria com a entrada, a corrente no indutor {\displaystyle L_{1}} é a própria corrente média de entrada.
{\displaystyle I_{L_{1}}=I_{in}}
A corrente média do indutor {\displaystyle L_{2}} será a corrente média de saída, pois a corrente média no capacitor {\displaystyle C} é nula, portanto a corrente média no indutor deverá ser a própria corrente média de saída .
{\displaystyle I_{L_{2}}=I_{o}}
A corrente média no diodo ({\displaystyle I_{D}}) pode ser encontrada através de sua integral:
{\displaystyle I_{D}={\frac {1}{T_{s}}}\int _{0}^{(1-D)T_{s}}i_{L_{1}}(t)+i_{L_{2}}(t)\,dt}
{\displaystyle I_{D}={\frac {1}{2}}{\frac {(V_{S}-V_{C}-V_{o})}{L_{1}}}(1-D)^{2}T_{s}+I_{L_{1max}}(1-D)-{\frac {1}{2}}{\frac {V_{o}}{L_{2}}}(1-D)^{2}T_{s}+I_{L_{2max}}(1-D)}
{\displaystyle I_{D}={\frac {1}{2}}{\frac {(V_{S}-V_{C}-V_{o})}{L_{1}}}(1-D)^{2}T_{s}+\left(I_{L_{1}}+{\frac {\Delta I_{L_{1}}}{2}}\right)(1-D)-{\frac {1}{2}}{\frac {V_{o}}{L_{2}}}(1-D)^{2}T_{s}+\left(I_{L_{2}}+{\frac {\Delta I_{L_{2}}}{2}}\right)(1-D)}
É possível simplificar a equação substituindo {\displaystyle V_{C}=V_{S}} e deixar em função da ondulação de corrente ({\displaystyle \Delta I_{L}}), deste modo encontra-se:
{\displaystyle I_{D}={\frac {1}{2}}{\frac {(-V_{o})}{L_{1}}}(1-D)^{2}T_{s}+\left(I_{L_{1}}+{\frac {\Delta I_{L_{1}}}{2}}\right)(1-D)-{\frac {1}{2}}{\frac {V_{o}}{L_{2}}}(1-D)^{2}T_{s}+\left(I_{L_{2}}+{\frac {\Delta I_{L_{2}}}{2}}\right)(1-D)}
{\displaystyle I_{D}=-{\frac {1}{2}}\Delta I_{L_{1}}(1-D)+\left(I_{L_{1}}+{\frac {\Delta I_{L_{1}}}{2}}\right)(1-D)-{\frac {1}{2}}\Delta I_{L_{2}}(1-D)+\left(I_{L_{2}}+{\frac {\Delta I_{L_{2}}}{2}}\right)(1-D)}
{\displaystyle I_{D}=(I_{L_{1}}+I_{L_{2}})(1-D)=(I_{in}+I_{o})(1-D)}
{\displaystyle I_{D}=\left(I_{o}{\frac {D}{1-D}}+I_{o}\right)(1-D)}
{\displaystyle I_{D}=I_{o}}
A corrente média na chave ({\displaystyle I_{sw}}) também pode ser encontrada pela sua integral:
{\displaystyle I_{S_{W}}={\frac {1}{T_{s}}}\int _{0}^{DT_{s}}i_{L_{1}}(t)+i_{L_{2}}(t)\,dt}
{\displaystyle I_{S_{W}}={\frac {1}{2}}{\frac {V_{S}}{L_{1}}}D^{2}T_{s}+I_{L_{1_{min}}}D+{\frac {1}{2}}{\frac {V_{C}}{L_{2}}}D^{2}T_{s}+I_{L_{2_{min}}}D}
{\displaystyle I_{S_{W}}={\frac {1}{2}}{\frac {V_{S}}{L_{1}}}D^{2}T_{s}+\left(I_{L_{1}}-{\frac {\Delta I_{L_{1}}}{2}}\right)D-{\frac {1}{2}}{\frac {V_{C}}{L_{2}}}D^{2}T_{s}+\left(I_{L_{2}}-{\frac {\Delta I_{L_{2}}}{2}}\right)D}
De forma semelhante à realizada para a corrente média no diodo, fazendo as substituições dos termos, deixando em função da ondulção de corrente ({\displaystyle \Delta I_{L}}), a corrente média na chave pode ser dada por:
{\displaystyle I_{S_{W}}={\frac {1}{2}}{\frac {V_{S}}{L_{1}}}D^{2}T_{s}+\left(I_{L_{1}}-{\frac {\Delta I_{L_{1}}}{2}}\right)D-{\frac {1}{2}}{\frac {V_{S}}{L_{2}}}D^{2}T_{s}+\left(I_{L_{2}}-{\frac {\Delta I_{L_{2}}}{2}}\right)D}
{\displaystyle I_{S_{W}}={\frac {1}{2}}\Delta I_{L_{1}}D+\left(I_{L_{1}}-{\frac {\Delta I_{L_{1}}}{2}}\right)D+{\frac {1}{2}}\Delta I_{L_{2}}D+\left(I_{L_{2}}-{\frac {\Delta I_{L_{2}}}{2}}\right)D}
{\displaystyle I_{S_{W}}=(I_{L_{1}}+I_{L_{2}})D=(I_{in}+I_{o})(D}
{\displaystyle I_{S_{W}}=\left(I_{o}{\frac {D}{1-D}}+I_{o}\right)D}
{\displaystyle I_{S_{W}}=I_{o}{\frac {D}{1-D}}=I_{in}}
A ondulação de tensão no capacitor de intermediário pode ser encontrada por meio da variação de carga no capacitor. A variação pode ser determinada através da integral da corrente durante uma das etapa, neste caso optou-se pela segunda etapa, sendo assim a corrente no capacitor é igual à corrente {\displaystyle i_{L_{1}}}.
{\displaystyle \Delta Q_{C}=\int _{0}^{(1-D)T_{s}}i_{L_{1}}(t)\,dt}
{\displaystyle \Delta Q_{C}={\frac {1}{2}}{\frac {(V_{S}-V_{C}-V_{o})}{L_{1}}}(1-D)^{2}{T_{s}}^{2}+I_{L_{1_{max}}}(1-D)T_{s}={\frac {1}{2}}{\frac {(-V_{o})}{L_{1}}}(1-D)^{2}{T_{s}}^{2}+\left(I_{L_{1}}+{\frac {\Delta I_{L_{1}}}{2}}\right)(1-D)T_{s}}
{\displaystyle \Delta Q_{C}=-{\frac {1}{2}}\Delta I_{L_{1}}(1-D)T_{s}+I_{L_{1}}(1-D)T_{s}+{\frac {\Delta I_{L_{1}}}{2}}(1-D)T_{s}}
{\displaystyle \Delta Q_{C}=I_{L_{1}}(1-D)T_{s}}
A plicando na equação:
{\displaystyle \Delta V_{C}={\frac {\Delta Q_{C}}{C}}}
{\displaystyle \Delta V_{C}={\frac {I_{L_{1}}(1-D)T_{s}}{C}}={\frac {I_{in}(1-D)T_{s}}{C}}={\frac {I_{o}{\frac {D}{1-D}}(1-D)T_{s}}{C}}}
{\displaystyle \Delta V_{C}={\frac {I_{o}DT_{s}}{C}}={\frac {V_{o}D}{RCf_{s}}}}
Por fim, a ondulação de tensão de saída pode ser determinada da mesma forma como feita para o conversor boost. Sendo assim, a ondulação de tensão no capacitor de saída pode ser encontrada pela variação de carga, sabendo que:
{\displaystyle \Delta Q_{C_{o}}=\Delta V_{o}C_{o}} → {\displaystyle \Delta V_{o}={\frac {\Delta Q_{C_{o}}}{C_{o}}}}
sendo {\displaystyle \Delta Q} a variação de carga no capacitor, {\displaystyle \Delta V_{o}} é a variação de tensão de saída e {\displaystyle C_{o}} é a capacitância. A variação de carga no capacitor pode ser considerada a integral da corrente no capacitor durante uma das etapas de operação. Desta forma, optando pela primeira etapa, que por simplificação da análise, pode-se considerar a corrente constante, a integral da corrente neste período será
{\displaystyle \Delta Q_{C_{o}}=I_{o}DT_{s}}
Aplicando este resultado na equação anterior
{\displaystyle \Delta V_{o}={\frac {I_{o}DT_{s}}{C_{o}}}={\frac {V_{o}DT_{s}}{RC_{o}}}}